# Asota iodamia
Asota iodamia là một loài bướm đêm thuộc họ Erebidae. Nó được tìm thấy ở New South Wales và Queensland.
Sải cánh dài khoảng 50 mm.
Ấu trùng ăn lá của various Figs, bao gồm Ficus macrophylla. At first, the Caterpillars are communal. They skeletonize the undersides of the leaf. Later they separate.